# Silapathar
Silapathar is een dorp in het district Dhemaji van de Indiase staat Assam. 

## Demografie
Volgens de Indiase volkstelling van 2001 wonen er 22.307 mensen in Silapathar, waarvan 53% mannelijk en 47% vrouwelijk is. De plaats heeft een alfabetiseringsgraad van 69%. 